# بهروز جعفری (بازیکن فوتسال)
بهروز جعفری (زاده ۶ آذر سال ۱۳۶۶) بازیکن سابق تیم ملی و مربی فوتسال اهل ایران است.

## سوابق و افتخارات
باشگاهی
- مقام دومی با تیم گیتی پسند سال  ۱۳۹۰
- مقام قهرمانی و‌صعود به لیگ برتر با تیم تاسیسات دریایی تهران سال  ۱۳۹۲
- مقام قهرمانی با باشگاه دبیری تبریز و‌سومی جام باشگاه های آسیا سال   ۱۳۹۲/۱۳۹۳
- مقام دوم لیگ برتر با تیم تاسیسات دریایی تهران سال  ۱۳۹۵
- مقام دوم جام حذفی کشور آذربایجان سال ۱۳۹۷
- مقام دوم لیگ یک ایران و‌صعود به لیگ برتر با تیم کراپ الوند ایران سال  ۱۳۹۸
- مقام دوم لیگ برتر با تیم گیتی پسند سال  ۱۳۹۹

تیم ملی
- ۱۳۸۵ تا ۱۳۹۰  بازیکن تیم ملی امید
- ۱۳۹۰  تا ۱۳۹۵. بازیکن تیم ملی بزرگسالان

عناوین ملی
- قهرمانی آسیا سال ۲۰۰۷ ماکائو
- سومی امیدهای جهان ۲۰۰۸ سنپترزبورگ روسیه
- قهرمانی دانشجویان جهان سال ۲۰۰۹ آمستردام هلند
- چهارمی گرندپریکس برزیل سال ۲۰۱۱
- سومی گرندپریکس برزیل سال ۲۰۱۳
- چهارمی دانشجویان جهان ۲۰۱۴ مالاگا اسپانیا
- دومی جام ملت های آسیا سال ۲۰۱۴ ویتنام

عناوین فردی
- بهترین بازیکن دانشجویان ایران سال ۱۳۸۸
- بهترین بازیکن امیدهای جهان سنپترزبورگ ۲۰۰۸
- بهترین بازیکن دانشجویان جهان ۲۰۱۴